# ليدلينغتون (بيدفوردشير)
ليدلينغتون (بالإنجليزية: Lidlington)‏ هي قرية و أبرشية مدنية تقع في المملكة المتحدة في إنجلترا. يقدر عدد سكانها بـ 1,350 نسمة .